# Municipio de Harrison (Míchigan)
El municipio de Harrison (en inglés: Harrison Township) es un municipio ubicado en el condado de Macomb en el estado estadounidense de Míchigan. En el año 2010 tenía una población de 24587 habitantes y una densidad poblacional de 399,42 personas por km².

## Geografía
El municipio de Harrison se encuentra ubicado en las coordenadas 42°35′11″N 82°49′5″O / 42.58639, -82.81806. Según la Oficina del Censo de los Estados Unidos, el municipio tiene una superficie total de 61.56 km², de la cual 37.44 km² corresponden a tierra firme y (39.18%) 24.12 km² es agua.

## Demografía
Según el censo de 2010, había 24587 personas residiendo en el municipio de Harrison. La densidad de población era de 399,42 hab./km². De los 24587 habitantes, el municipio de Harrison estaba compuesto por el 89% blancos, el 7.42% eran afroamericanos, el 0.34% eran amerindios, el 0.69% eran asiáticos, el 0.02% eran isleños del Pacífico, el 0.72% eran de otras razas y el 1.81% pertenecían a dos o más razas. Del total de la población el 2.55% eran hispanos o latinos de cualquier raza.